# 琴旭基太造
琴旭基 太造（ことあさき たいぞう、1964年12月4日 - ）は、東京都杉並区出身で佐渡ヶ嶽部屋に所属した元大相撲力士。本名は角田 博且（かくた ひろかつ）。最高位は東幕下5枚目（1992年9月場所）。最終場所は1998年5月場所。幕下時代の身長176cm、体重133kg。血液型はO型。

## 経歴
堀越高等学校中退。1982年3月場所にて初土俵。同年5月場所より「琴角田」に改名。1984年3月場所より「琴天旭」に改名。1991年9月場所より「琴旭基」に改名。地位的には、1992年にもっとも十両に近づいた。7月場所では全勝すれば昇進が確約される幕下14枚目で初日から5連勝。のちの小結智乃花に2場所連続で黒星をつけるなど勢いがあり、このまま一気に関取昇進か、と周囲の期待も大きかったが、6勝1敗と、あと白星一つ足りなかった。翌場所の幕下5枚目が現役時代の最高位となった。
大相撲引退後1998年10月に大阪市中央区西心斎橋でちゃんこ料理屋「相撲茶屋 琴旭基」を開店。東京出身であるものの、大阪の人情にほだされ、大阪で開業した。琴雲龍、琴岩国、琴の新ら、部屋の後輩力士もスタッフとして働いていたことがある。のちに店名を「呑み喰い場所 琴旭基」と改名、仕切り直しした際には、デーモン閣下から名前入りの暖簾を贈られた。
2003年10月脳出血を発症するも治療・リハビリを続けながら2004年9月には店に復帰。2008年から春場所前には、大関琴光喜や琴欧洲の会費制の激励会を定期的に開催するなど、精力的に店を盛り上げた。諸般の事情により2011年3月に店を閉めて、出身地東京に戻る。経営していたちゃんこ料理屋の跡には豊中市から移転の形で佐賀昇が経営する「すもうキッチン 佐賀昇」が入った。

## 各段成績
- 生涯戦歴：340勝337敗2休（98場所）
  - 幕下：134勝139敗（39場所）
  - 三段目：125勝134敗（37場所）
  - 序二段：74勝57敗2休（19場所）
  - 序ノ口：7勝7敗（2場所）
- 各段優勝
  - 序二段優勝：1回(1986年9月場所)
  - 三段目優勝：1回(1994年9月場所)

## 改名歴
- 角田博且（かくた ひろかつ）：前相撲
- 琴角田博且（ことかくた ひろかつ）：1982年5月場所-1984年1月場所
- 琴天旭博且（ことあまき ひろかつ）：1984年3月場所-1991年7月場所
- 琴旭基太造（ことあさき たいぞう）:1991年9月場所-1998年5月場所

## エピソード
- 三段目だった1985年、当時交際していた女性を日本航空123便墜落事故で亡くしている。彼女は親方の後援会会長の娘であったが、親方には内緒で交際していた。事故当日の昼に東京で彼女に会った時には新幹線で帰阪すると聞いていたため、テレビのニュース速報を見ても当初は彼女が事故機に搭乗しているとは夢にも思っていなかったという。しかし、乗客名簿に彼女だけでなく彼女の両親の名前もあった事や日本航空から親方宛にも謝罪の電話があり、彼女が事故に遭遇した事は否めない事実となった。琴旭基は親方の許可を取って群馬県藤岡市の遺体安置所に向かい、事故の12日後に彼女の遺体を確認した。琴旭基は脳出血発症後の一時期を除き、現在も墜落現場である御巣鷹の尾根へ慰霊登山を続けている[2][3]。
- 現役時代は、同部屋の琴錦と似たきっぷの良い押し相撲で幕下上位で活躍した。
- かつて正月にテレビ放映されていた「新春！大相撲部屋別対抗歌合戦」では主力として活躍、4回出場して3回の優勝に貢献した。
- 経営していたちゃんこ料理店では、周年には記念の湯呑みがプレゼントされた。湯呑みには、周年の数字とかけた言葉が書かれており、面白い。例えば、3周年は「ちゃんこ三昧」、4周年は「ちゃんこは味（あじ）生む　相撲は四股（あし）踏む」、5周年は「五感が喜ぶちゃんこ鍋」、7周年は「七曜一度はちゃんこの日」など。
- 2015年12月4日、10歳年上の女性と結婚[4]。「元力士・琴旭基 〜運命を変えた日航ジャンボ機墜落事故、そして脳出血後遺症との戦い〜」の出版の際、寝る間も惜んで手伝ってくれた感謝とともに、恋愛感情が芽生えていたという。2016年8月20日放送の『家、ついて行ってイイですか?』（テレビ東京）に妻と共に出演。

## 著書
- 『元力士・琴旭基 〜運命を変えた日航ジャンボ機墜落事故、そして脳出血後遺症との戦い〜』、パレード、2012年7月

## メディア出演

### テレビ
- ザ!世界仰天ニュース（日本テレビ）
  - 若いカップルを引き裂いたJAL123便（2015年12月2日）
  - 日航ジャンボ機墜落…亡き恋人にささげた人生（2023年11月14日）- 再現ドラマに続き現況を本人出演で
- 家、ついて行ってイイですか?（2016年8月20日、テレビ東京）

### ラジオ
- 北脇貴士の大相撲甚句（2012年11月、FM西東京）